# 川津泰彦
川津 泰彦（かわづ やすひこ、1966年1月21日 - ）は、日本の男性声優、ナレーター。東京都出身。青二プロダクション所属。

## 略歴
青二塾東京校6期生卒業。

## 人物
多数のアニメ、テレビ、ゲームなどに出演している。
方言は栃木弁。趣味は映画鑑賞、ドライブ、スノーボード。

## 出演
太字はメインキャラクター。

### テレビアニメ
1990年
- キテレツ大百科（熊、パンダ、主人、審判、警官、山賊首領 他）
- 楽しいムーミン一家 冒険日記（兵士）
- ドラゴンクエスト（オークA）

1991年
- 緊急発進セイバーキッズ
- きんぎょ注意報!（牛B、店長、社会の先生、評論家、ディレクター）
- キン肉マン キン肉星王位争奪編（1991年 - 1992年、超人の神、レオパルドン、ミキサー大帝、イワオ、モーターマン、裏口超人 他）
- ゲッターロボ號（監視員B、所員B）
- ちびまる子ちゃん（1991年 - 2015年、釣具屋、老人、お面屋さん、小杉くんのお父さん、冬田さんのおじいちゃん〈2代目〉 他） - 2シリーズ
- ドラゴンクエスト ダイの大冒険（第1作）（1991年 - 1992年、店員、ガーゴイルA、人面樹、ミーナの父、ライオンヘッド 他）
- ドラゴンボールZ（1991年 - 1995年、戦士、部下、キャタピー、フーログ、強盗B、召し使い 他）
- まじかる☆タルるートくん（1991年 - 1992年、エランド、街の人、ドッジボール、雷雲五郎、くじ運好くん、警官、店員、通行人、とーなすリーダー、氷霊山、中年）
- 魔法使いサリー（1989年版）（園長）
- 横山光輝 三国志（太史慈）

1992年
- ウルトラマンキッズ 母をたずねて3000万光年（ロボッキン）
- スーパービックリマン（魔肖ネロ、地獄耳像、悪魔兵、整備兵）
- ツヨシしっかりしなさい（1992年 - 1993年、体育教師、使用人、細川道太郎の兄、校長）
- ドラえもん（テレビ朝日版第1期）
- 美少女戦士セーラームーン（作業員）

1993年
- 蒼き伝説シュート!（大葉）
- GS美神（寿司屋、列車幽霊、クルーザー船主、船長）
- SLAM DUNK（高砂一馬）
- ドラゴンリーグ（トロサ、ガルラ、バルン、ベアン 他）
- 南国少年パプワくん（ホンダ）
- バトルファイターズ 餓狼伝説2（リングアナ）
- 勇者特急マイトガイン（1993年 - 1994年、ディッヒ、ジャーマネ、下忍、上井草ツトム）

1994年
- 七つの海のティコ（客、警官）
- 覇王大系リューナイト（傭兵A）
- ママレード・ボーイ（パラセイリング屋）
- 勇者警察ジェイデッカー（マーフィJr.）

1995年
- アニメ世界の童話（従者、坑夫、狼、狩人）
- 獣戦士ガルキーバ（金剛ケイ）
- スレイヤーズ（審査員B）
- ロミオの青い空（ソニー、警官）
- モジャ公（ボーイA）

1996年
- 家なき子レミ（農夫）
- ゲゲゲの鬼太郎（第4作）（1996年 - 1998年、デブ猫、先生、おりたたみ入道、見上げ入道、夜行さん、狼男、カニ坊主、百鬼夜行の鬼、ブイイ、ハチマキ狸 他）
- ご近所物語
- 地獄先生ぬ〜べ〜（1996年 - 1997年、先生、不良）
- ドラゴンボールGT（強盗、ゲール、アニキ）
- 名犬ラッシー（ベア）

1997年
- 中華一番!（料理人E、客B、街の人A、町の男A）
- ドラゴンボールGT 悟空外伝!勇気の証しは四星球（運転手）

1998年
- セクシーコマンドー外伝 すごいよ!!マサルさん（キャッチャー）
- DTエイトロン（ウォール）
- ドクタースランプ（1998年 - 1999年、ゴリラ、巨大ワニ、主催者）
- Bビーダマン爆外伝（しんぱんボン）

1999年
- イソップワールド（トッチョの父）
- COLORFUL（アベック、猪谷、男）
- 金田一少年の事件簿（金子善勝）
- 神八剣伝（ブッチャ）
- 週刊ストーリーランド（医者）
- ∀ガンダム（コレン・ナンダー）
- デジモンアドベンチャー（シェルモン）
- Bビーダマン爆外伝V（ハリー・フージミー）
- MASTERキートン（駅のアナウンス）
- モンスターファーム〜円盤石の秘密〜（エンドブリンガー）
- ONE PIECE（1999年 - 2012年、ホッカー〈主人〉、ギャリー、ガレーラ社員、タンスイ、オカマのエリザベス 他）

2000年
- ヴァンドレッド（参謀）
- 学校の怪談（用務員）
- 銀装騎攻オーディアン（ウォーレン）
- ゲートキーパーズ（男A）
- それいけ!アンパンマン（2000年 - 2010年、アイアンロボ、モンブラン城の大臣）
- ピポパポパトルくん（2000年 - 2001年、ダンプ、まるやま、トラック、バス、ジョー 他）
- ファーブル先生は名探偵（紳士、支配人、職員）
- マシュランボー（サーゴ）
- 六門天外モンコレナイト（フロスト・ドラゴン）

2001年
- スクライド（岡本、ダース、隊員、部下、観客、高官）
- 逮捕しちゃうぞ SECOND SEASON（蛭田穂藻蔵）
- 地球防衛家族（米軍アナウンス、大杉レポーター、男の先生、TVアナウンス / TVアナウンサー、生徒会役員）
- テイルズ オブ エターニア THE ANIMATION（トリオニ店主、酒場の主人）
- ののちゃん（伊藤医師）
- PROJECT ARMS（キース・シルバー）
- 名探偵コナン（2001年 - 2024年、紙枝保男、加藤祐司、福井刑事、中村刑事、有沢嗣郎、遠田陣也、山崎吉伸、尾方健司 他）
- RUN=DIM（森口将兵）

2002年
- 犬夜叉（鬼）
- Witch Hunter ROBIN（守衛）
- 王ドロボウJING（スウィート・スタウト）
- 機動戦士ガンダムSEED（フレドリック・アデス、ヘルマン・グルード）
- キン肉マンII世（2002年 - 2004年、ブロッケンJr.、バリアフリーマンN〈ニルス〉） - 3シリーズ
- ちっちゃな雪使いシュガー（農夫B）
- 釣りバカ日誌（2002年 - 2003年、ナレーション）
- 天使な小生意気（教師）
- ロックマンエグゼ（2002年 - 2006年、グライド、桑田広之、堀造、サーカスマン ）- 5シリーズ

2003年
- E'S OTHERWISE（バルク）
- 君が望む永遠（涼宮遙の父）
- GetBackers-奪還屋-（子分）
- コロッケ!（カンパン）
- ソニックX（じいさん）
- 高橋留美子劇場 人魚の森（逆髪衆）
- 成恵の世界（アバロン人A）
- プラネテス（男優）
- フルメタル・パニック シリーズ（2003年 - 2005年、不良D、植草） - 2シリーズ
- ぽぽたん（医者）

2004年
- GIRLSブラボー first season（スーパー店長）
- かいけつゾロリ（怪獣）
- クロノクルセイド（農場主）
- ケロロ軍曹（2004年 - 2006年、ゲスちゃん〈アラザザ人〉）
- 絢爛舞踏祭 ザ・マーズ・デイブレイク（部下1）
- サムライガン（大井外記）
- デュエル・マスターズ チャージ（ジジ、じっちゃん）
- 冒険王ビィト（ギルス）
- MONSTER（ルンゲの部下）

2005年
- 機動戦士ガンダムSEED DESTINY（将校）
- ザ・バットマン（ペンギン）
- SHUFFLE!（親衛隊隊長、男子生徒A）
- SPEED GRAPHER（三崎、岡本）
- ドラえもん（テレビ朝日版第2期）（2005年 - 2021年、しずの父、原始人C、宇宙人〈父〉、男、店主）
- ビューティフル ジョー（ドクトル・クランケン）
- ふしぎ星の☆ふたご姫（セリアス）
- BLACK CAT（マロ）
- ブラック・ジャック（ミチルの父、取立て屋）
- BLOOD+
- 魔豆奇伝パンダリアン（コンゴ）
- 魔法先生ネギま!（執事）

2006年
- エンジェル・ハート（隼鷹会幹部）
- ガイキング LEGEND OF DAIKU-MARYU（ウーラ）
- おとぎ銃士 赤ずきん（巨大魚）
- 銀魂（2006年 - 2007年、プー、若だんな、餡泥牝堕酔唾）
- コードギアス 反逆のルルーシュ（指揮官、ラズロー、参謀）
- スーパーロボット大戦OG -ディバイン・ウォーズ-（テンザン・ナカジマ）
- ちょこッとSister（お肉屋さんの親父、正社員、運転手）
- DEATH NOTE（アナウンサー）
- バーテンダー（バー斉藤のマスター）
- ブラック・ジャック21（刑事）
- ぷるるんっ!しずくちゃん（2006年 - 2010年、アセオ君、パイチューさん、じぃや、冬将軍） - 3シリーズ
- 夢使い（如月）
- リングにかけろ1 シリーズ（2006年 - 2010年、大村会長） - 2シリーズ

2007年
- ゲゲゲの鬼太郎（第5作）（2007年 - 2009年、孝太の父、風首、魑魅魍魎、マイク、シェフ、オーナー）
- D.Gray-man（アクマC）
- 出ましたっ!パワパフガールズZ（猿田医師）
- はたらキッズ マイハム組（校長）
- 武装錬金（水雷長）
- ロビーとケロビー（2007年 - 2008年、メントン、局長、ボスクマ、ゲーム音声、審判）

2008年
- ウルトラヴァイオレット コード044（所長）
- H2O -FOOTPRINTS IN THE SAND-（穂積輝夫）
- デュエル・マスターズ シリーズ（2008年 - 2016年、じっちゃん、オーナー） - 2シリーズ
- ねぎぼうずのあさたろう（米屋主人、素浪人）
- 墓場鬼太郎（医者、協森社長、水神）
- 伯爵と妖精（侯爵）
- ポルフィの長い旅（マリオ、マルセル）

2009年
- 川の光
- クロスゲーム（月島清次）
- ドラゴンボール改（2009年 - 2015年、ミスター・ポポ、男性、執事） - 2シリーズ
- ねぎぼうずのあさたろう（飯屋の主人、うな月の主人）
- 東のエデン（空港職員）
- ルパン三世VS名探偵コナン（SP）

2010年
- メタルファイト ベイブレード 爆（マーカス）

2011年
- 異国迷路のクロワーゼ The Animation（店主、眼鏡屋店主）
- ファイ・ブレイン 神のパズル（道海北雄）
- Rio RainbowGate!（チャーリー）

2012年
- エウレカセブンAO（艦長）
- 探検ドリランド（クラム）
- デジモンクロスウォーズ 〜時を駆ける少年ハンターたち〜（高級バコモン）

2013年
- 銀河へキックオフ!!（バリテッロ）

2014年
- クレヨンしんちゃん（2014年 - 2024年、ジョン・ベンソン、焼き芋のおじさん、監督）
- ディスク・ウォーズ:アベンジャーズ（アブゾービングマン）
- ヒーローバンク（おっちゃん）
- ロボットガールズZ（ムサシ）

2015年
- カードファイト!! ヴァンガードG（ニシベーカリー店主）
- ワールドトリガー（記者）

2016年
- クオリディア・コード（管制、オペレーター）
- 紅殻のパンドラ（手下E）
- タイガーマスクW（2016年 - 2017年、三笠海王 / ポセイドン）
- バトルスピリッツ ダブルドライブ（ワビー、紫のアルティメット）

2017年
- ドラゴンボール超（ミスター・ポポ、ラムーシ、ボス、ザーブト）
- 異世界はスマートフォンとともに。（グラーツ）
- 魔法陣グルグル（アダムスキー）

2018年
- 奴隷区 The Animation（目黒マサカズ）
- 銀河英雄伝説 Die Neue These 邂逅（ニコルスキー）
- ガンダムビルドダイバーズ（ラキュラ）
- Back Street Girls -ゴクドルズ-（ひろし父）

2019年
- ゲゲゲの鬼太郎（第6作）（ぬけ首）
- BORUTO-ボルト- NARUTO NEXT GENERATIONS（村人）
- 胡蝶綺 〜若き信長〜（山口教継、織田信次）
- ラディアン（2019年 - 2020年、隊長、騎士志願者A、レオゴン、バレル、魔法騎士ギンガラン 他）

2021年
- ワンダーエッグ・プライオリティ（ヨダレ）
- NIGHT HEAD 2041（ミラクルミック）
- 出会って5秒でバトル（レッドドラゴン松下）

2022年
- 名探偵コナン 警察学校編 Wild Police Story（犯人）
- デジモンゴーストゲーム（イイヅカ）

2024年
- SHY 東京奪還編
- ドラゴンボールDAIMA（ミスター・ポポ）
- BLEACH 千年血戦篇-相剋譚-（オカイル・ハッシュヴァルト）

2025年
- この会社に好きな人がいます（経理部部長）
- 鬼人幻燈抄（『水城屋』店主）
- 地獄先生ぬ〜べ〜 (2025)（校長先生、猟師）

### 劇場アニメ
1990年
- 風の名はアムネジア

1991年
- うしろの正面だあれ
- ドラゴンクエスト ダイの大冒険（兵士）

1992年
- 風の大陸（盗賊B）
- ドラゴンクエスト ダイの大冒険 起ちあがれ!!アバンの使徒（海の男）

1993年
- ドラゴンボールZ 燃えつきろ!!熱戦・烈戦・超激戦（モア）

1994年
- 三国志 完結編・遥かなる大地（韓当）

1995年
- ドラゴンボールZ 龍拳爆発!!悟空がやらねば誰がやる（隊長）

1997年
- ゲゲゲの鬼太郎 おばけナイター（風神）

1999年
- ドクタースランプ アラレのびっくりバーン（ランプの魔人）

2001年
- キン肉マンII世（リングアナ）

2002年
- ∀ガンダム I 地球光（コレン・ナンダー）
- ∀ガンダム II 月光蝶（コレン・ナンダー）

2004年
- 機動戦士ガンダム MS IGLOO 1年戦争秘録（ケンプテン艦長、連邦軍パイロット）
- クレヨンしんちゃん 嵐を呼ぶ!夕陽のカスカベボーイズ（ジャスティスの部下2）

2005年
- ブラックジャック ふたりの黒い医者（医師）

2007年
- ストレンヂア 無皇刃譚（武士）

2011年
- スクライド オルタレイション TAO（検察官）

2012年
- 映画 スマイルプリキュア! 絵本の中はみんなチグハグ!（銀角）
- 名探偵コナン 11人目のストライカー（カメラマン）

2013年
- ルパン三世VS名探偵コナン THE MOVIE（警官隊）

### OVA
1990年
- Crying フリーマン（ヤクザ）
- BE-BOP-HIGHSCHOOL（1990年 - 1995年、均太郎、星野、安藤、結城、太田）
- 八神くんの家庭の事情

1991年
- スローステップ（ボクシング部員）
- 創竜伝

1992年
- OZ（ゴロツキC）
- カメレオン（近藤、男）
- 機神兵団（監視員、望月兵団員、アル）
- 世界の光 親鸞聖人（聖信房）
- ドラゴンスレイヤー英雄伝説 王子の旅立ち（四人衆）
- のぞみウィッチィズ（ボクシング部員）

1993年
- 仮面ライダーSD（X）
- BADBOYS（中年男）
- フォーチュン・クエスト 世にも幸せな冒険者たち（ノル）
- ブラック・ジャック（林）
- POPS

1994年
- 銀河英雄伝説
- グラップラー刃牙（金剛）
- BOUNTY DOG/月面のイブ（客B、コンスタン社社員）
- ようちえん戦隊げんきっず（特訓怪人）

1995年
- 3×3 EYES 〜聖魔伝説〜

1996年
- 同級生2（川尻あきら）
- ファイアーエムブレム 紋章の謎（ドーガ）

1997年
- B'T-X NEO（獣人）

1998年
- 支配者の黄昏 TWILIGHT OF THE DARK MASTER（部隊長）
- 万能文化猫娘DASH!（重役A）
- MASTERキートン（蛇頭A）

1999年
- グラビテーション（音楽プロデューサー）
- 湘南爆走族12 完結篇 桜吹雪の卒業式（大仏）

2004年
- サクラ大戦 ル・ヌーヴォー・巴里（黒服2）

2005年
- 聖闘士星矢 冥王ハーデス冥界編（ロック）

2007年
- 君が望む永遠〜Next Season〜（涼宮宗一郎）
- 装甲騎兵ボトムズ ペールゼン・ファイルズ（秘書官）

2008年
- やなせたかしメルヘン劇場 さよならジャンボ（ジャンボ）

2009年
- プラレールわいわいDVD（コダマ隊員、ゴリラ）

### Webアニメ
- 総務部総務課山口六平太（2007年、村木賢吉）
- ロボットガールズZ プラス（2015年、巴武蔵、車弁慶）
- バキ（2020年、楊海王[22]）
- 範馬刃牙（2023年、深町元一）
- PLUTO[23]（2023年、Dr.シラー）

### ゲーム
1991年
- ヴァリスIV（ダルゲン、ディーエス-30）

1992年
- TRAVELエプル（商社マン）

1994年
- ツインビー 対戦ぱずるだま（バロンビー）
- ポリスノーツ（OLA警官）

1997年
- ラングリッサーI&II（ゼルド、ナーギャ）

1999年
- エレメンタルアーツ
- ゲッターロボ大決戦!（巴武蔵）
- マリオネットカンパニー

2000年
- SDガンダム GGENERATION（2000年 - 2020年、テックス・ウェスト、コレン・ナンダー、フレデリック・アデス） - 9作品
- 真・三國無双（黄忠、張角）
- WIN BACK（マイク・ホーキンス）

2001年
- 決戦II（黄忠、朶思大王）
- サモンナイト2（レオルド、グラムス）
- 真・三國無双2（2001年 - 2002年、黄忠、張角） - 2作品
- スーパーロボット大戦α外伝（コレン・ナンダー、ティターンズ兵）

2002年
- キン肉マンII世 新世代超人VS伝説超人（ブロッケンJr.、ウェポンマン）
- テイルズ オブ ファンダム Vol.1（警備隊長）

2003年
- サモンナイト3（レオルド）
- 真・三國無双3（2003年 - 2004年、黄忠、張角） - 3作品
- テイルズ オブ シンフォニア

2004年
- 機動戦士ガンダムSEED 終わらない明日へ（フレドリック・アデス）
- キン肉マン ジェネレーションズ（ブロッケンJr.、ウルフマン）
- 決戦III（蜂須賀小六、百地三太夫）
- 桜坂消防隊（中津川和也）
- メタルギアソリッド3（指揮官）
- LoveSongs♪ADV 双葉理保14歳 〜夏〜（藤村拓郎）
- ロックマンX コマンドミッション（マッシモ）

2005年
- カウボーイビバップ 追憶の夜曲（賞金首）
- 機動戦士ガンダムSEED DESTINY GENERATION of C.E.（フレドリック・アデス）
- 機動戦士ガンダムSEED 連合vs.Z.A.F.T.（フレドリック・アデス）
- 三国志大戦（R曹仁、黄蓋、SR孫堅ほか）
- 真・三國無双4（2005年 - 2006年、黄忠、張角） - 3作品
- 第3次スーパーロボット大戦α 終焉の銀河へ（フレドリック・アデス）
- 天外魔境III NAMIDA（十六夜幻心）
- ドラゴンボールZ スパーキング!（大猿）

2006年
- キン肉マン マッスルグランプリ（ブロッケンJr.、ウルフマン）
- キン肉マン マッスルグランプリMAX（ブロッケンJr.、ウルフマン、バリアフリーマン〈ニルス〉）
- キン肉マン マッスルジェネレーションズ（ブロッケンJr.、ウルフマン）
- 雀・三國無双（黄忠、張角）
- ジョジョの奇妙な冒険 ファントムブラッド
- ドラゴンボールZ スパーキング!ネオ（大猿）

2007年
- 株トレーダー瞬（囲後）
- キン肉マン マッスルグランプリ2（ブロッケンJr.、ウルフマン、バリアフリーマン〈ニルス〉）
- 真・三國無双5（2007年 - 2009年、黄忠、張角） - 2作品
- スーパーロボット大戦OG ORIGINAL GENERATIONS（テンザン・ナカジマ、ゲーザ・ハガナー）
- ドラゴンボールZ スパーキング!メテオ（大猿）
- VitaminX（校長、天草）
- 無双OROCHI（黄忠、張角）
- メタルギアソリッド ポータブル・オプス+（兵士）

2008年
- H2O プラス（おじさん）
- 風のクロノア door to phantomile（バルー、シードフ王） - Wii版
- キン肉マン マッスルグランプリ2 特盛（ブロッケンJr.、ウルフマン、バリアフリーマン〈ニルス〉）
- スーパーロボット大戦Z（コレン・ナンダー、ティターンズ兵、ティターンズ艦長）
- スティールプリンセス〜盗賊皇女〜（ブランドル、ローランド）
- ソウルイーター モノトーン プリンセス（キルベル）
- テイルズ オブ ハーツ（不良）
- 無双OROCHI 魔王再臨（黄忠、張角）
- ルーンファクトリー フロンティア（つぶて、ターナー）

2009年
- レイジングストーム（2009年 - 2010年）
- 無双OROCHI Z（黄忠、張角）

2010年
- Another Century's Episode:R
- ケロロRPG 騎士と武者と伝説の海賊
- 真・三國無双 MULTI RAID 2（黄忠、張角）
- 龍が如く4 伝説を継ぐもの（金村大）

2011年
- 真・三國無双6（2011年 - 2012年、黄忠、張角） - 4作品
- 真・三國無双 NEXT（黄忠、張角）
- 無双OROCHI 2（2011年 - 2013年、黄忠、張角） - 4作品
- 龍が如く OF THE END

2012年
- 英雄伝説 零の軌跡 Evolution（マルコーニ会長）
- クロヒョウ2 龍が如く 阿修羅編
- シャイニング・ブレイド（スルト）
- 真・三國無双 VS（張角）
- スーパーロボット大戦OGサーガ 魔装機神II REVELATION OF EVIL GOD（エリック・グレゴリック）
- 第2次スーパーロボット大戦OG（山賊）
- 真・北斗無双（ボルゲ、スペード）

2013年
- ヴァルハラナイツ3
- カオス ヒーローズ オンライン（カンゼル）
- 機動戦士ガンダム エクストリームバーサス（2013年 - 2016年、コレン・ナンダー） - 3作品
- The Wonderful 101（ランボー）
- ジョジョの奇妙な冒険 オールスターバトル（ポコロコ）
- 真・三國無双7（2013年 - 2014年、黄忠、張角） - 3作品
- スーパーロボット大戦OG INFINITE BATTLE（テンザン・ナカジマ）
- スーパーロボット大戦OGサーガ 魔装機神III PRIDE OF JUSTICE（エリック・グレゴリック）
- テイルズ オブ シンフォニア ユニゾナントパック
- 討鬼伝（たたら）

2014年
- ヴァルハラナイツ3 GOLD（グスタフ・ベックマン、若者男性C）
- カオス ヒーローズ オンライン（ベヒーモス）
- スーパーロボット大戦OGサーガ 魔装機神F COFFIN OF THE END（エリック・グレゴリック）
- 討鬼伝 極（たたら）
- ドラゴンボールヒーローズ（2014年 - 2019年、ラムーシ、モア） - 4作品

2015年
- ジョジョの奇妙な冒険 アイズオブヘブン（ポコロコ）
- スーパーロボット大戦BX（ベーム、マーダル士官）
- ワールド エンド エクリプス（レッド・デッド・ヘッド）

2016年
- サモンナイト6 失われた境界たち（レオルド）
- スーパーロボット大戦OG ムーン・デュエラーズ（クルト・ビットナー、デブデダビデ）

2017年
- スーパーロボット大戦V（ディッヒ）
- ガンダムバーサス（コレン・ナンダー）

2018年
- 真・三國無双8（2018年 - 2021年、黄忠、張角） - 2作品
- 北斗が如く
- スーパーロボット大戦X（ディッヒ）
- 無双OROCHI 3（2018年 - 2019年、黄忠、張角） - 2作品
- 機動戦士ガンダム エクストリームバーサス2（2018年 - 2025年、コレン・ナンダー） - 4作品

2019年
- スーパーロボット大戦T（ディッヒ）
- 北斗の拳 LEGENDS ReVIVE（2019年 - 2023年、ジャギ）
- ドラゴンクエストXI 過ぎ去りし時を求めて S（クーロン）

2020年
- ドラゴンボールZ カカロット（ミスター・ポポ、従者）
- ロックマンX DiVE（マッシモ）
- 共闘ことばRPG コトダマン（ジャギ）
- 真・北斗無双 アプリ版（スペード）

2022年
- スーパーロボット大戦DD（ドル・アーミー）
- ジョジョの奇妙な冒険 オールスターバトルR（ポコロコ）
- Fit Boxing 北斗の拳 〜お前はもう痩せている〜（ジャギ）

### ドラマCD
- ヴァンパイアハンター The Animated Series（サスカッチ）
- ヴァイスクロイツ Wish A Dream Collection III THE ORCHID under THE SUN 太陽の蘭（須崎）
- 宇宙皇子（釣）
- 王都妖奇譚（源満仲）
- 風の大陸 CDシネマ（盗賊B）
- 彼方から Vol.2（カイダール）
- 君は天使じゃない（高見沢薫）
- 孤独のグルメ ドラマCD
- 集英社カセットブック ジョジョの奇妙な冒険 第2巻 アヴドゥル死すの巻
- CDシアター ドラゴンクエストV（エリック）
- CDドラマコレクションズ 三國志（丁原建陽）
- 陣内流柔術武闘伝 真島クンすっとばす!!
- ソード・ワールドSFC2 いにしえの巨人伝説 序章III（村人）
- 聖痕のクェイサーII〜女帝の鉄槌〜（アラン・シュミッツ）※『チャンピオンRED』10月号付属
- TWIN SIGNAL ツインシグナル 〜VS PULSE〜（ゴメイサ）
- 低俗霊DAYDREAM
  - 第一章「深小姫」（不動産屋）
  - 第二章「蟲動」（カメラマン）
- DOGS/BULLETS&CARNAGE ドラマCD2（遠山剣十郎）
- テイルズ オブ エターニア THE ANIMATION ラスト・サマー（酒場の主人ロンド）
- テイルズ オブ ファンタジア なりきりダンジョン -太陽の章-（団長）
- ドラマCD キーリ「ラジオとオルゴール」（バーのマスター）
- トリニティ・ブラッド Rage Against the Moons（ロズウェル、衛士A、黒服A）
- 成恵の世界 オリジナルドラマ Vol.1（アバロン人）
- 新世紀GPXサイバーフォーミュラSAGA ROUND4 I WILL BE BACK（アル）
- LUNAR ザ・シルバースター ルナティックフェスタ（海賊の親分）
- マシュランボーIN コミック版スペシャルドラマ（サーゴ）
- 桃色四月少年（草津伸矢）
- ロボットガールズZ Vol.3（ムサシ）※DVD初回特典ドラマCD

### ラジオドラマ
- 青山二丁目劇場
  - 屋根裏の散歩者（2006年、遠藤）
  - メッセンジャー（2007年、田山部長）
- 花の慶次（2011年）
- 青春アドベンチャー（NHK-FM）
  - 『００－０３　都より愛をこめて』（2020年4月20日 - 5月1日） [42] - トチ 役

### 吹き替え

#### 映画
- アイ・フィール・プリティ! 人生最高のハプニング（メイソン〈エイドリアン・マルティネス〉[43]）
- アンディ・ラウの餓狼烈伝
- アルマゲドン（サモア人）※ソフト版
- 1492 コロンブス（アロンソ〈ホセ・フェラー〉、修道士、指揮官、通訳者）
- 映画 真・三國無双（張角〈フィリップ・キョン〉[44]）
- エグゼグティブ・コマンド
- エイセス/大空の誓い
- カンパニー・オブ・ヒーローズ バルジの戦い（ランソム中尉〈トム・サイズモア〉）
- 奇蹟の輝き（アルバート〈キューバ・グッディング・ジュニア〉）
- 刑事ジョー ママにお手上げ ※フジテレビ版
- 恋する履歴書
- ジャイアント・ベビー ※日本テレビ版
- シャドー・ウォリアーズ 地獄の要塞（チェイス〈クリス・ダグラス〉）
- 笑撃生放送! ラジオ殺人事件（フランキー・マーシャル〈ジョーイ・ローレンス〉）
- ソルジャー ※ソフト版
- ソルジャー・ボーイズ
- デンジャラス・マインド/卒業の日まで（デュレル〈リチャード・E・グラント〉）
- ベルベット・レイン（トウ〈チャップマン・トウ〉）
- 虫が演じるシェイクスピア ロミオとジュリエット（マキューシオ）
- ミュータント・タートルズ ※フジテレビ版
- レット・イット・シャイン
- レッドラム 狂気の挑戦状
- 私が愛したギャングスター（アレック〈コリン・ファレル〉）
- マジック・ダイナソー
- ワンス・アポン・ア・タイム・イン・チャイナ/天地黎明 ※ビデオ・BD新録版
  - ワンス・アポン・ア・タイム・イン・チャイナ/天地大乱 ※ビデオ・BD新録版
  - ワンス・アポン・ア・タイム・イン・チャイナ/天地争覇 ※ビデオ・BD新録版

#### ドラマ
- あなたにムチュー（アイラ・バックマン〈ジョン・パンクロー〉）
- ザ・シークレット・ハンター（ジェフ）
- CSI:10 科学捜査班（パル・アーノルド〈ジョン・キャロル・リンチ〉）
- スタートレック:ディープ・スペース・ナイン（タラクタラン〈クレス・ウィリアムズ〉）
- パワーレンジャー・ライトスピード・レスキュー（フリザード）
- 犯罪捜査官ネイビーファイル（ガード）
- ビバリーヒルズ高校白書（トニー〈マイケル・カドリッツ〉、ミラー 他）

#### テレビ番組
- セサミストリート（ファットブルー、ルイス、ハンドフォード、マイルズ、ハンフリー、スティンキー、エメリル・ラガッセ）※テレビ東京版、DVD版、U-NEXT版

#### アニメ
- ミュータント タートルズ

#### 人形劇
- きかんしゃトーマス（トビー、テレンス、マックス、カレン卿、スペンサー、マッコールさん 他）※フジテレビ版
  - きかんしゃトーマス 魔法の線路（トビー）

### 特撮
- 電光超人グリッドマン（1993年、毒蜘蛛超獣カーンジョルジョの声）
- スーパー戦隊シリーズ
  - 未来戦隊タイムレンジャー（2000年、D.D.ラデスの声）
  - 百獣戦隊ガオレンジャー（2001年、ツボオルグの声）
  - 忍風戦隊ハリケンジャー（2002年、縁切り忍者シラーンスの声）
  - 爆竜戦隊アバレンジャー（2003年、トリノイド9号バンクマッシュルームの声）
  - 特捜戦隊デカレンジャー（2004年、ボッツ星人ゾータクの声）
  - 手裏剣戦隊ニンニンジャー（2015年、妖怪ヌリカベの声）
  - 機界戦隊ゼンカイジャー（2021年、カタツムリワルドの声[45]）
- ウルトラシリーズ
  - ウルトラマンマックス（2005年、高速宇宙人スラン星人の声）
  - ウルトラマンメビウス（2006年、健啖宇宙人ファントン星人の声）

### ナレーション
- アートヘアー髪らつ変身工房（テレビ神奈川）
- 映像体験!イッキ見シアター 第3回（関西テレビ）
- くらしのタイムカプセル（テレビ朝日）
- サイエンスチャンネルDATA NOW
  - 空を見上げよう〜気象にまつわる科学と技術〜（SUN君の声、ナレーター）
- TXNニュースアイ（テレビ東京）
- テストの寄り道（NHK-BS）
- プラレール ハイパーガーディアン（2008ナレーション）

### ボイスオーバー
- NHKスペシャル（NHK総合）
- NHKネットクラブ 英国一家が日本を食べちゃうワケ（NHK総合）
- 知ったかぶりクイズ!あなた説明できますか（TBS、大違い君のパパの声）
- ダーウィンが来た! 〜生きもの新伝説〜（NHK総合）
- なんで推理SHOW ハテナの出口（フジテレビ）
- ペケ×ポン（フジテレビ）
- 世界まる見え!テレビ特捜部（日本テレビ）
- BS世界のドキュメンタリー（NHK-BS）
- はにわ王決定戦（NHK総合、『おーい!はに丸』のひんべえの声[注 2]）

### CM
- キリンレモン（左門豊作）
- タカラトミー「プラレールハイパーガーディアン」'2008（ナレーション）

### パチンコ
- パチンコ 湘南爆走族（向田正平）

### 舞台
- 青山二丁目劇場朗読劇 VoiceFair2009「天切り松 闇がたり」（2009年） - 看守
- アトリエ「ん」朗読劇公演
  - 「跳べ!コンドルGAIDEN」（2013年）
  - 「栞の恋」（2015年）

### その他コンテンツ
- ゲゲゲの鬼太郎 〜鬼太郎の幽霊電車〜（海和尚）
- 3びきのやぎとトロル（おおきいやぎ）